# Mai Mizuhashi
Pour les articles homonymes, voir Mizuhashi.
Mai Mizuhashi (水橋 舞, Mizuhashi Mai) (née le 31 janvier 1992) est une chanteuse de musique pop japonaise originaire d'Ibaraki, aussi connue sous son nom de scène MARiA (メイリア, Meiria).
À l'origine membre d'un groupe de musique, Mizuhashi a trouvé une renommée en publiant des vidéos sur le site japonais de partage de vidéos Niconico. Elle fait partie du duo musical Garnidelia.

## Biographie
Mai Mizuhashi a commencé sa carrière en tant que membre du groupe de musique Harajuku BJ Girls, plus tard connu sous le nom de Chix Girls. En tant que membre du groupe, Mizuhashi a interprété un certain nombre d’opening et d’ending pour différentes séries d’anime, tels que Brand New Morning, qui a été utilisé comme l’opening de la série télévisée anime de 2006, Kamisama kazoku; Yumemiru Otome (夢みる乙女, litt. Rêve de jeune fille), qui a été utilisé comme l’ending de la série télévisée anime de 2007, Dōjin Work; et Kaze no Message (風のメッセージ, litt. Message du vent), qui a été utilisé comme le deuxième ending de Pokémon : Diamant et Perle.
À la suite de la dissolution de Chix Girls en 2010, Mizuhashi a poursuivi une carrière solo en publiant des vidéos sur le site japonais Niconico, où elle a attiré l'attention du producteur de musique Yoshinori Abe, également connu sous le nom de Toku. Toku a produit le single Color de Mizuhashi, qui a été utilisé comme l’opening de l'anime Freezing, sorti en 2010. C'est une reprise d'une chanson qui était à l'origine chantée par la Vocaloid Hatsune Miku publié en 2009. Les deux forment plus tard le groupe de musique GARNiDELiA, qui a fait ses grands débuts en 2013 avec le single ambiguous, utilisé comme le second opening de l'anime Kill la Kill.